# Illiesoperla austrosimplex
Illiesoperla austrosimplex är en bäcksländeart som beskrevs av Günther Theischinger 1984. Illiesoperla austrosimplex ingår i släktet Illiesoperla och familjen Gripopterygidae. Inga underarter finns listade i Catalogue of Life.